# Titularbistum Cenae
Cenae (ital.: Cene) ist ein Titularbistum der römisch-katholischen Kirche.
Es geht zurück auf das antike Bistum Cenae in der römischen Provinz Mauretania Caesariensis im heutigen nördlichen Tunesien.
| Titularbischöfe von Cenae |                                        |                                                             |                    |                  |
| Nr.                       | Name                                   | Amt                                                         | von                | bis              |
| 1                         | Antoon van Oorschoot MAfr              | Apostolischer Vikar von Mbeya (Tanganjika)                  | 14. Juli 1949      | 25. März 1953    |
| 2                         | John Joseph Scanlan                    | Weihbischof, Apostolischer Administrator von Honolulu (USA) | 8. Juli 1954       | 6. März 1968     |
| 3                         | John Joseph Fitzpatrick                | Weihbischof in Miami (USA)                                  | 24. Juni 1968      | 27. April 1971   |
| 4                         | John Robert Roach                      | Weihbischof in Saint Paul and Minneapolis (USA)             | 12. Juli 1971      | 28. Mai 1975     |
| 5                         | Carlos Alberto Etchandy Gimeno Navarro | Weihbischof in São Sebastião do Rio de Janeiro (Brasilien)  | 24. Oktober 1975   | 29. August 1981  |
| 6                         | José de Jesús Núñez Viloria            | Weihbischof in Ciudad Bolívar (Venezuela)                   | 8. Januar 1982     | 13. Januar 1987  |
| 7                         | Amédée Antoine-Marie Grab OSB          | Weihbischof in Lausanne, Genf und Freiburg (Schweiz)        | 3. Februar 1987    | 9. November 1995 |
| 8                         | Amancio Escapa Aparicio OCD            | Weihbischof in Santo Domingo (Dominikanische Republik)      | 31. Mai 1996       | 5. Mai 2017      |
| 9                         | Sergi Gordo Rodríguez                  | Weihbischof in Barcelona (Spanien)                          | 19. Juni 2017      | 13. Juli 2023    |
| 10                        | Odair Miguel Gonsalves dos Santos CM   | Weihbischof in Porto Alegre (Brasilien)                     | 20. September 2023 |                  |